# Eugenio Arraiza Rodríguez-Monte
Eugenio Arraiza Rodríguez-Monte (Pamplona, 14 de agosto de 1936, Pamplona, 14 de agosto de 2015) fue un investigador y promotor cultural navarro.

## Biografía
Nacido en el seno de una familia muy carlista, su padre era el arquitecto Eugenio Arraiza Vilella, impulsor de la revista Montejurra en 1964, y su abuelo fue Cipriano Rodríguez Monte, jefe regional carlista de Asturias en los inicios del siglo XX. Dos de sus hermanos, José Fermín y Juan Pedro, serían destacados militantes del Partido Carlista durante el tardofranquismo.
Realizó estudios de Ciencias Exactas y Dibujo Técnico en la Universidad de Madrid (1953-1954) y en la Universidad de Zaragoza. Continuó su carrera en Loyola, donde cursó Filosofía de la Religión (1959-1961) y Teología (1964-1967) en la Universidad de Deusto. Entre 1973 y 1974 trabajó en la editorial Alcor y la revista Andalán. Posteriormente, creó en Zaragoza la Librería IBI y trabajó en el Servicio de Información Bibliográfica.
En 1979, volvió a Pamplona abandonando el sacerdocio y aprendió euskara en el euskaltegi Arturo Campión. A partir de ese momento participó en todo tipo de actividades y producciones culturales. Fue secretario de Eusko Ikaskuntza en Navarra entre 1980 y 1993, y vicepresidente por Navarra de dicha institución entre 1996 y 1997. También colaboró con diferentes secciones del Ateneo Navarro. En 1986, comenzó su andadura en Universidad Vasca de Verano, de cuyo equipo directivo fue miembro durante varios años.
En 1983 fue entrevistado por la revista Punto y Hora de Euskal Herria en relación con la situación de la cultura vasca en Navarra.
Arraiza entendía la cultura en el sentido más amplio de su significado: en definitiva, una forma de vida. Trabajó en la práctica totalidad de ámbitos y manifestaciones culturales con el horizonte puesto en el desarrollo humano y la cultura al servicio de las personas. En el año 2000, siendo vicepresidente de Nafarroako Bertsozaleen Elkartea (desde 1983), secretario –desde 1984- de Iruñeko Komunikabideak S.A. (entidad propietaria de Euskalerria Irratia) y presidente de Euskal Kantuzaleen Elkartea (desde 1991 hasta su fallecimiento), creó la Fundación Euskokultur, con el objetivo de promocionar e impulsar diversas iniciativas.

## Obras
Fiel promotor del euskaltegi Arturo Campion y de los certámenes Haur Kantari Txapelketa, así como asociaciones como Zaldiko Maldiko, Bertsolarien Lagunak y Karrikiri, Inguma, una base de datos de la comunidad científica vasca, recoge 28 aportaciones de Eugenio Arraiza, entre los que se encuentran 21 ponencias, 7 cursos, 5 artículos y un libro.
- Euskal Herria ardatz: Kultura-Identitatea-Boterea. Eduardo Jesús Apodaka Ostaikoetxea, Eugenio Arraiza Rodriguez-Monte, Joxe Manuel Odriozola Lizarribar, coordinador: Gaizka Aranguren Urrotz (UEU, 2007)
- Memorias. Cerezas y Golondrinas - Pamplona 1936-1946 (Fundación Euskokultur, 2011)